# 臨濟護國禪寺
25°04′21″N 121°31′15″E / 25.072520°N 121.520917°E
臨濟護國禪寺，舊名鎮南山護國臨濟寺，也簡稱臨濟寺、護國寺，是位於臺灣臺北市中山區圓山里的臨濟宗佛寺，1900年始建，1912年舉行入佛式，為臨濟宗妙心寺派在臺灣傳教的根本道場，其大雄寶殿與山門列為市定古蹟。

## 日治時期

### 宗教背景

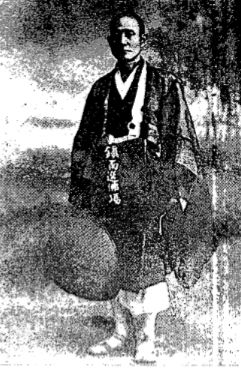
梅山玄秀

日本佛教在臺傳教，最初是從隨軍法師開始，有淨土宗、淨土真宗本願寺派、淨土真宗大谷派、曹洞宗、真言宗、日蓮宗等六個教派。但臨濟宗妙心寺派卻不是從隨軍法師開始。梅山玄秀曾在福建鼓山及烏石山修持有年，故對禪宗義理的體認尤深。
1897年5月8日，伊沢紹倫、大崎文溪受臨濟宗教務本所之令，來臺灣視察，由大崎文渓在澎湖先建立了布教場。1898年春，足利天應來臺灣，受松本龜太郎資助，在臺北北投建立虞兆庵作為臨濟宗妙心寺派在臺灣本島傳教的開始，其後河尻宗現、高橋醇嶺加入。但該年7月6日，虞兆庵因風雨倒坍，傳教受阻。為了繼續傳教，足利天應在1899年夏請梅山玄秀來臺灣。

### 建立過程

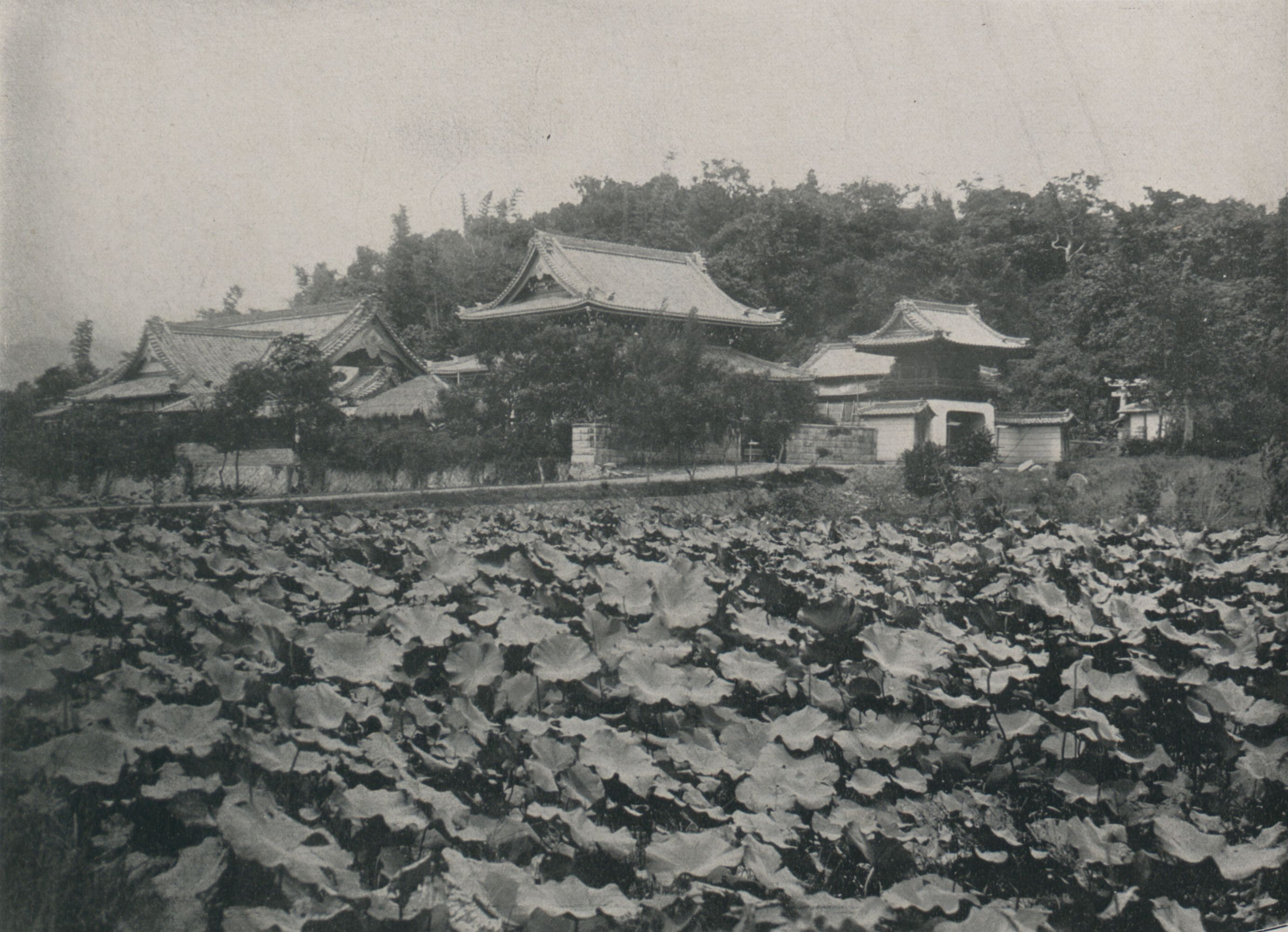
日治時期的鎭南山臨濟護國禪寺。

梅山玄秀來臺灣後，先住於劍潭寺，但因衛生環境不佳，導致陸續有布教師病亡，遂有於圓山建立新寺的打算。
建寺的地點乃由梅山玄秀提出，山號是「鎮南山」。該地原先是臺灣原住民和漢族共同墓地，清末時漳泉豪族趁機瓜分。由板橋林家林熊光購地後，贈與建寺。依加藤鎮之助所寫的《鎮南山緣起》，1900年6月著手進行整地建寺時，兒玉源太郎取名「鎮南護國臨濟寺」。該寺是臺灣唯一冠以「護國」之名的佛寺。

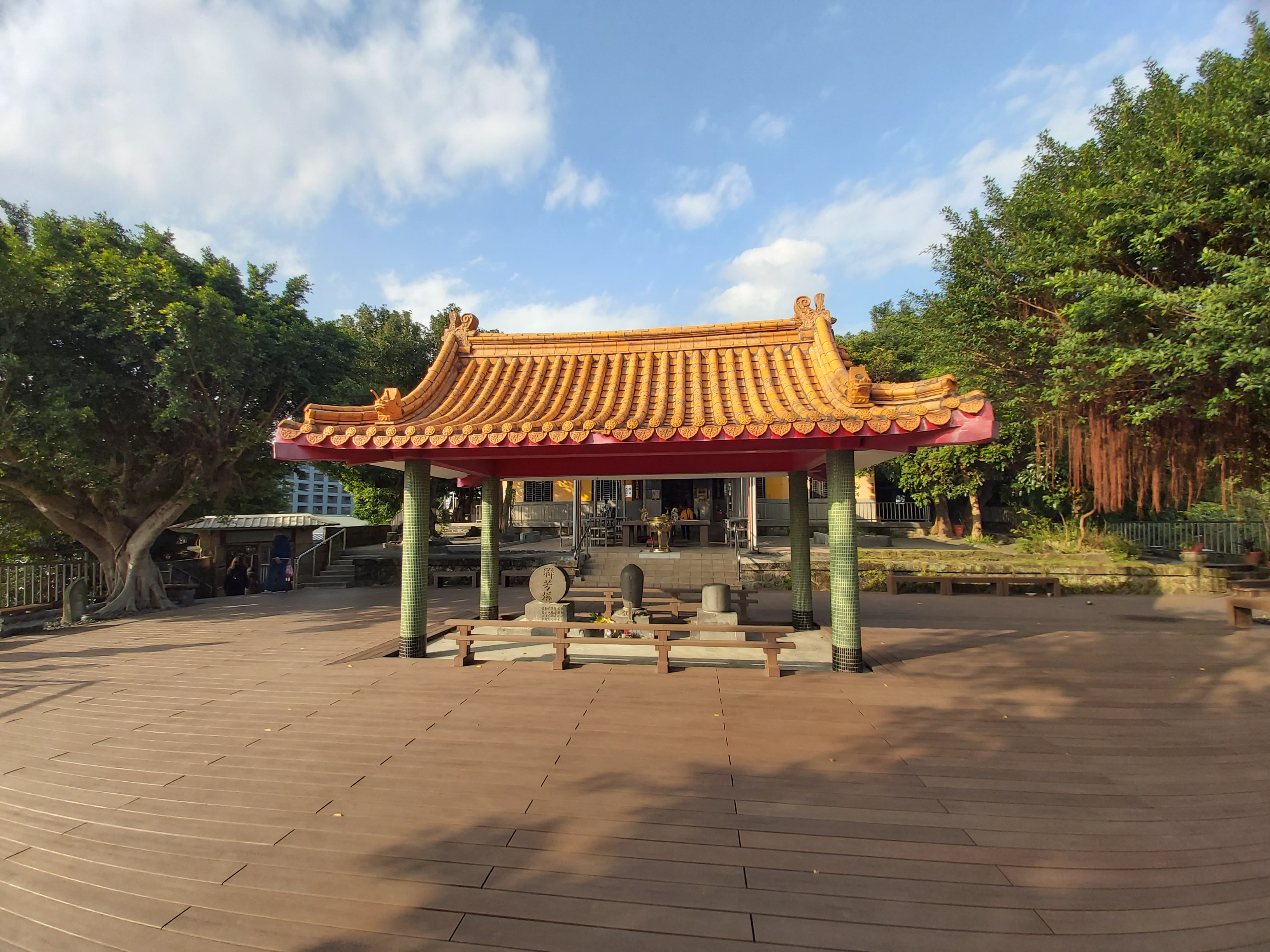
萬靈塔前供奉的聯芳塔（日治時期歷任住持之共同塔碑）、開山祖師塔（得菴秀梅山玄秀大和尚塔）和開基大居士塔（大觀院殿藤園玄機兒玉源太郎髮塔）

學者黃蘭翔在〈日治初期都市空間結構中的「圓山公園」之意義〉分析，當時日本傳來臺灣的佛教宗派不在少數，但兒玉源太郎唯獨支持臨濟宗，乃因其個人的宗教信仰與梅山玄秀的私交所致。兒玉源太郎過世後，於1906年7月28日在此寺舉行追悼會，在9月10日又舉行滿中會，梅山玄秀在會場說繼承兒玉源太郎的遺志，完成此寺建設。梅山玄秀前往日本內地歷訪僧俗，組織名為「福田會」的組織，以募款籌措建寺基金。次年7月5日，臨濟寺舉行對兒玉源太郎供養的聞蓮會時，徵求建設基金。
寺由阿部權藏設計、高石組施工。1910年5月，庫裡先完成，10月舉行上梁，1911年11月本堂（大雄寶殿）完成，1912年6月20日舉行入佛式。

### 教務活動
臨濟寺乃妙心寺派在臺灣傳教的根本道場。荻須純道編的《增補妙心寺史──明治以降の妙心寺》，將梅山玄秀的臺灣開基和佈教的事業表現，當作海外開教的典範。
妙心寺派在臺灣的傳教可分為三期：第一期，是日本領臺初期到大正初期，這段時間妙心寺派致力趕上先來的佛教院派，成功建立了日本式伽藍的臨濟寺，但據點只在臺北、澎湖、花蓮等。第二期，大正年間，藉由沈本圓，結合臺灣本土的僧人傳教。第三期，大正末期到二戰結束前，藉由高林玄寶、東海宜誠，將傳教擴到南臺灣。
如，東海宜誠曾任臨濟寺副住職、鹽水布教所（今臺南修德禪寺）主任、高山頂佈教所主任、屏東布教所（今屏東東山禪寺）主任、龍泉寺住持。他不只被本宗受肯定，連作為對手的曹洞宗員林禪寺開基者岡部快道，也在致其師忽滑谷快天的信中加以稱讚。
| 布教所與寺院設立、認可年表 |                                    |                                        |
| 年份                       | 設置                               | 認可                                   |
| 1897年                     | 澎湖布教所                         |                                        |
| 1898年                     | 北投虞兆庵、基隆布教所             |                                        |
| 1900年                     | 臨濟護國禪寺、大悲閣布教所         |                                        |
| 1910年                     | -                                  | 澎湖布教所→妙廣寺                      |
| 1912年                     | 花蓮港布教所、雙連布教所           | 基隆布教所→最勝禪寺                    |
| 1916年                     | 北投布教所                         |                                        |
| 1917年                     | 新城布教所                         | 花蓮布教所→東台禪寺                    |
| 1918年                     | -                                  | 佛教道友會                             |
| 1919年                     | 鹽水、埔里布教所                   |                                        |
| 1920年                     | 高山頂布教所                       |                                        |
| 1923年                     | 龍泉禪寺                           |                                        |
| 1924年                     | 圓覺禪寺                           |                                        |
| 1925年                     | 屏東布教所、台南布教所             |                                        |
| 1926年                     | 大稻埕布教所、士林布教所、寶覺禪寺 |                                        |
| 1928年                     | -                                  | 高山頂布教所→妙善禪寺                  |
| 1929年                     | 嘉義布教所                         | 圓覺禪寺                               |
| 1930年                     | -                                  | 屏東布教所→東山禪寺、昭慶禪寺          |
| 1931年                     | 二水布教所                         |                                        |
| 1932年                     | 大慈寺                             |                                        |
| 1934年                     | 岡山布教所、鳳林布教所             | 北投布教所→鐵真院                      |
| 1935年                     | 大橋布教所                         |                                        |
| 1936年                     | 赤崁布教所                         |                                        |
| 1937年                     | 明德布教所、旗山布教所             | 鳳山寺                                 |
| 1938年                     | 北埔布教所                         |                                        |
| 1940年                     | -                                  | 士林布教所→昭明禪寺、台南布教所→達磨寺 |

清治、日治以來的臺灣佛寺雖然以屬曹洞宗為多，但李添春、江燦騰、釋慧嚴等學者都已注意到，日本曹洞宗與臨濟宗妙心寺派在臺傳教有競合關係。大正末期到昭和年間，因妙心寺派對臺灣人傳教成功，信徒激增，在1937年在臺灣的信徒已超過曹洞宗，在1942年臺灣籍的信徒還高達兩萬六千人。

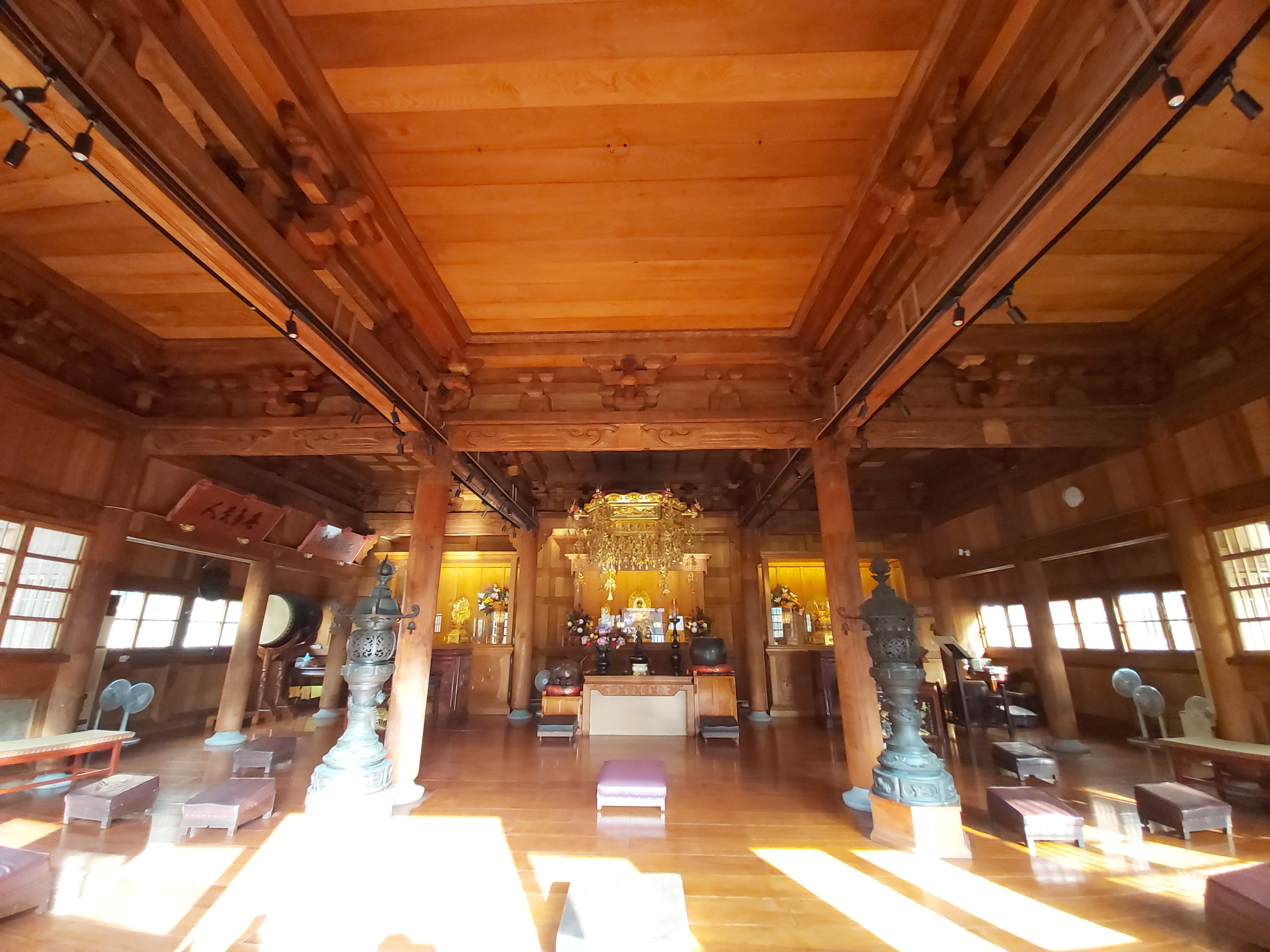
臨濟護國禪寺大雄寶殿室內現貌

| 日治時期歴代住職 |                              |                                                                                    |
| 住持名稱         | 任期時間                     | 寺內大事                                                                           |
| 梅山玄秀         | 1900年7月21日至1914年6月     | 1900年圓山精舍完工 1906年兒玉源太郎追悼會 1907年舉行聞蓮會                         |
| 長谷慈圓         | 1914年6月至1918年12月4日     | 1916年創立鎮南學林 1918年受佛教道友會認可                                          |
| 山崎大耕         | 1919年4月23日至1921年4月4日  | 1919年丸井圭治郎就任鎮南學林林長 1920年正式歸屬臨濟宗妙心寺派寺院                  |
| 天田策堂         | 1921年4月4日至1923年2月27日  | 1922年關閉鎮南學林                                                                 |
| 平松亮卿         | 1923年2月27日至1923年6月25日 | -                                                                                  |
| 天田策堂         | 1924年1月29日至1927年2月21日 | 1925年創立鎮南日曜學校、發行《円通》 1926年臨濟宗本務教務所在開元寺設置            |
| 吉田万籟         | 1927年2月21日至1929年4月30日 | -                                                                                  |
| 坂上鈍外         | 1929年4月30日至1932年1月18日 | -                                                                                  |
| 高林玄寶         | 1932年1月18日至1939年9月20日 | 1934年設立佛教專門道場、臺灣佛化青年會 1936年創立稻江幼稚園 1937年發行《台湾仏化》 |
| 森元成           | 1939年9月20日至1942年5月28日 | -                                                                                  |
| 飯塚江嶽         | 1942年5月28日至1946年5月25日 | -                                                                                  |

### 豐川閣
臨濟護國寺內，曾設有豐川閣，屬於佛教系的稻荷信仰，本尊為由豐川稻荷請來的豐川吒枳尼真天，稱為圓山稻荷堂。

## 今日建築
從自圓山捷運站就能看到一旁巍峨的臨濟寺建築群，地址是玉門街9號。大雄寶殿與庫裡、山門等配置，可說是妙心寺的濃縮簡化版。寺匾為1963年由于右任題字。

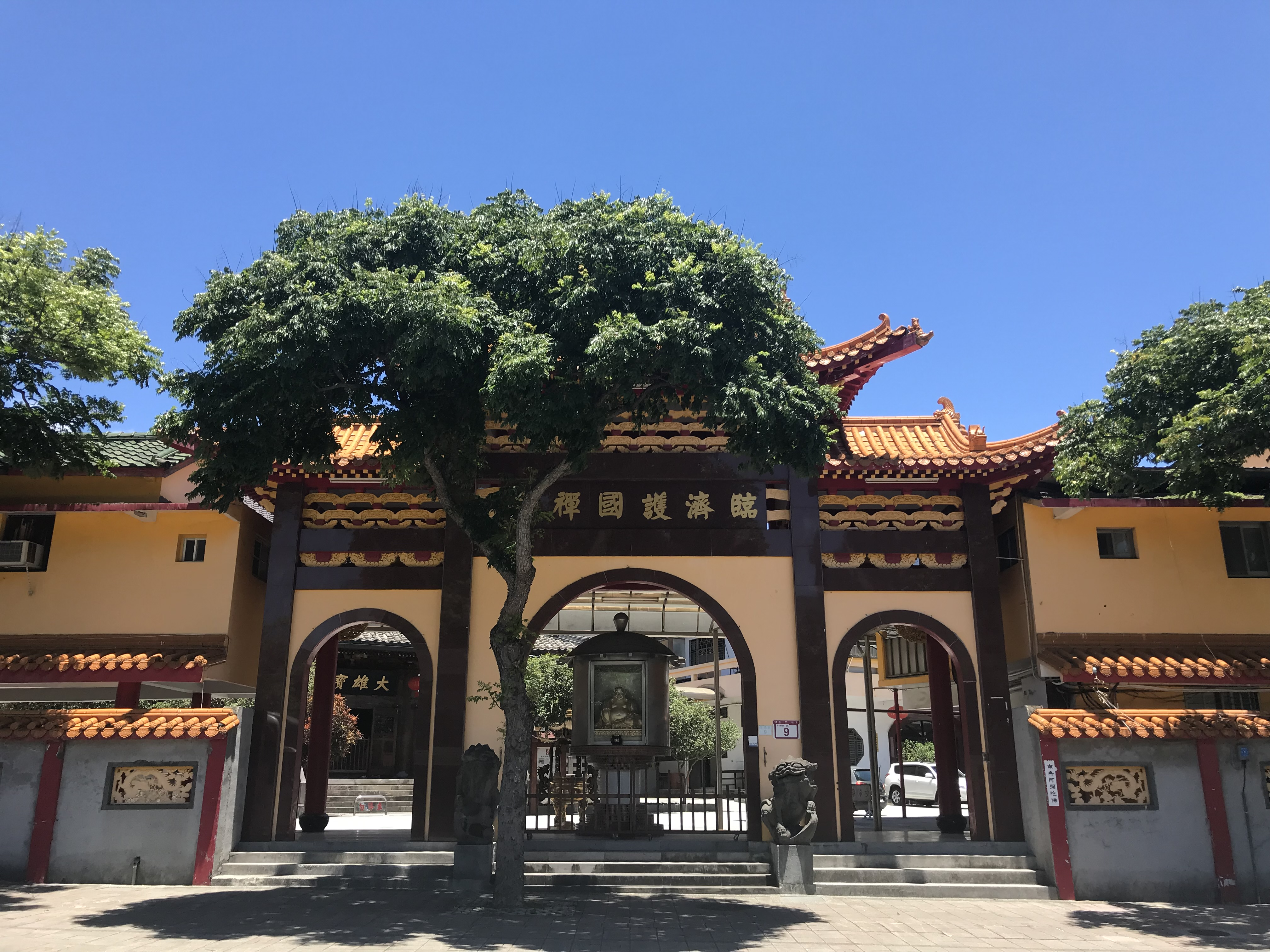
現代山門
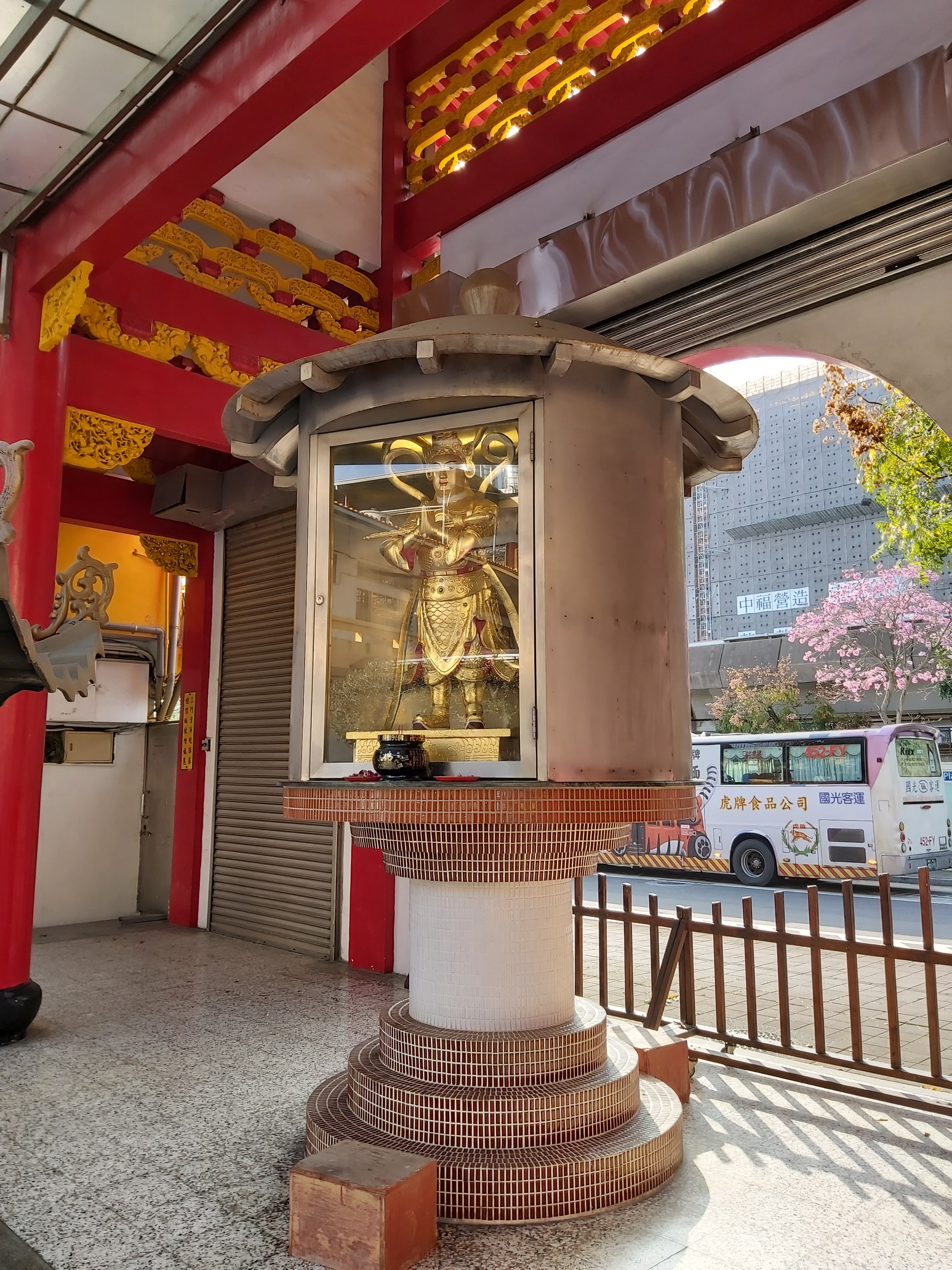
山門韋馱
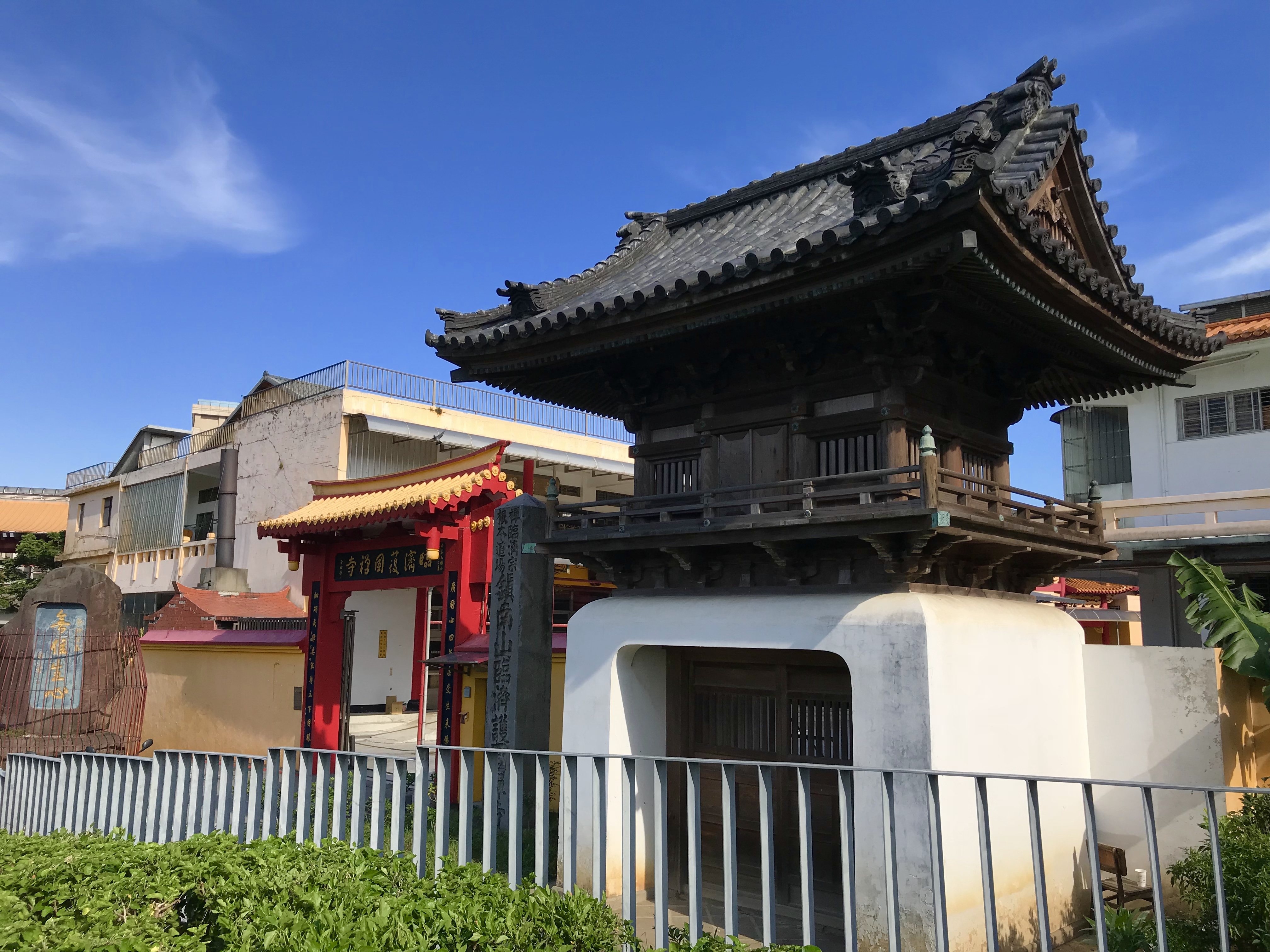
舊鐘樓山門
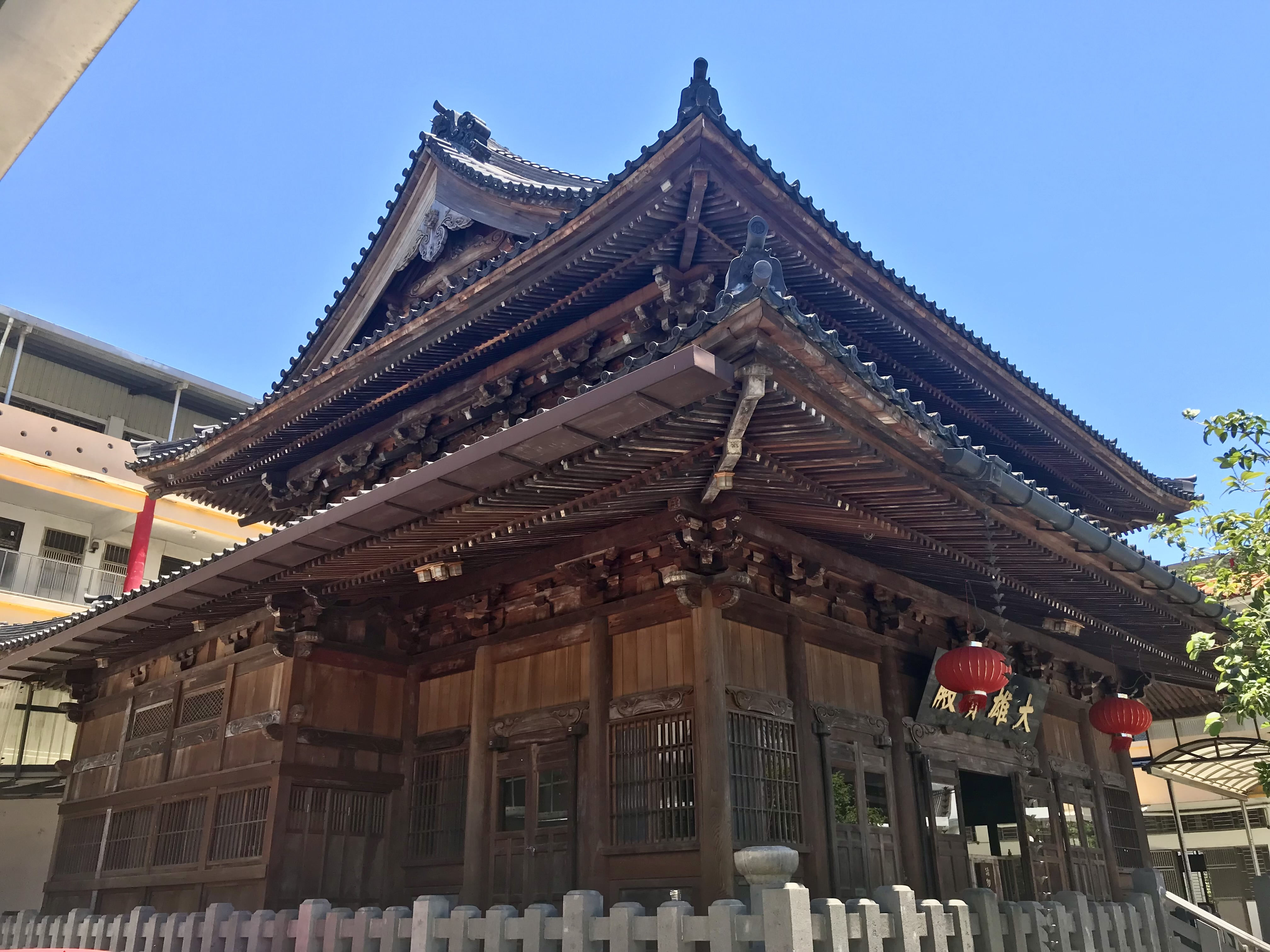
大雄寶殿歇山頂

1910年代落成時，建置規模相當宏偉，設置包括：大雄寶殿、豐川閣、華藏殿、山門等木造建築，和其他房舍、廚房等設施。雖建築在今日陸續被改建，但大雄寶殿和山門仍保有舊日外觀。舊鐘樓山門與東和禪寺的鐘樓頗為相似，採歇山重檐式屋頂，屋簷瓦當裝飾著二字三心紋圖樣。中原大學建築研究所黃俊銘表示，在臺灣建築史上，恰好是臺灣木造建築技術轉至鋼筋混凝土造的時期，為非常重要且獨特的建築古蹟。

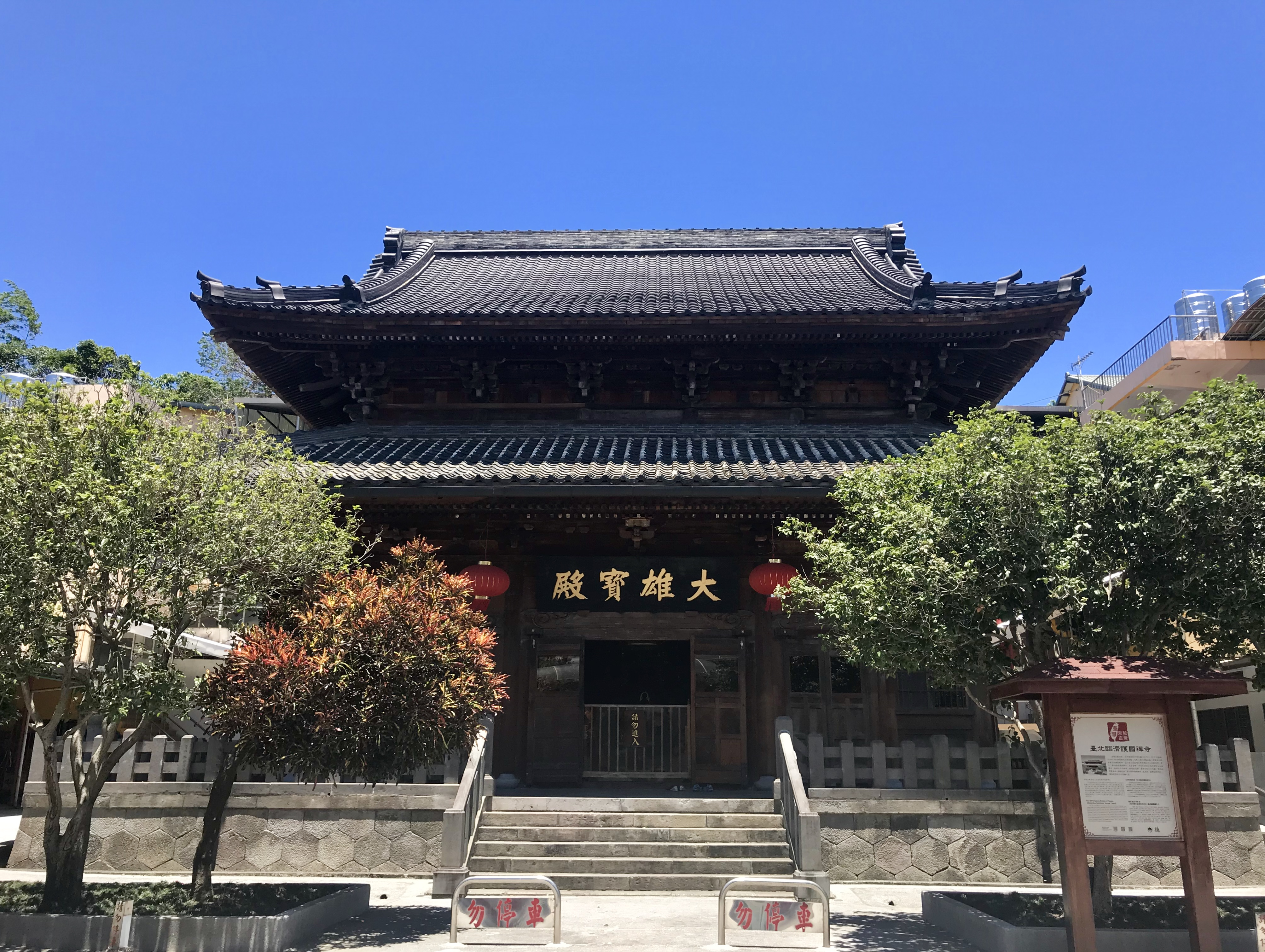
大雄寶殿

大雄寶殿建築形式採日本伽藍的仿宋式禪寺格局，屋頂有一條正脊、四條垂脊和四條戧脊的歇山頂，其殿筒瓦刻上「鎮」字。李乾朗表示，全台最大日治時代木構建築本來是位於萬華區的西本願寺，但被無名火燒毀後，臨濟護國禪寺後來居上，成為最大建築。殿內供奉釋迦牟尼佛、文殊菩薩、普賢菩薩釋迦三尊。1999年4月19日，民政局副局長鍾則良邀請學者會勘臨濟寺、芝山巖惠濟宮及士林慈諴宮，其中發現落成於1911年的臨濟寺鐘樓及大雄寶殿等木造結構，都有遭白蟻侵蝕的嚴重問題。文化局自2000年開始編列古蹟維護補助經費。2001年納莉颱風時，破壞更為嚴重，寺方委請日本匠師搶修鐘樓門，2001年12月22日舉行卸瓦法會，有龍應台、莊永明、薛琴、郭中端等人參加。整修木材以宜蘭的檜木為主，黑瓦片產自名古屋。修復耗資新台幣8575萬，其中文化局補助1085萬，其餘為寺方自行籌措，以及日本資助。2007年10月19日舉行上梁儀式，2008年8月27日舉辦大雄寶殿修復落成典禮。

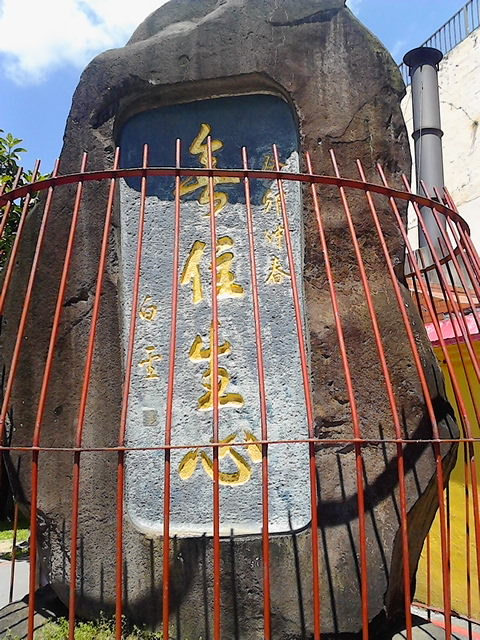
大砥石在白聖長老任內題上「無住生心」

圓山遺址一塊表面積約五平方公尺、高一公尺的大砥石在1918年出土後，由宮原敦出資在它上頭蓋亭保護，直到1926年，捐贈台北市當局，置在此寺山門旁。臺北市文獻委員會曾計畫將此石與小砥石、風動石、與反經石列為古蹟。文獻委員會還鐫碑，說明大砥石歷史沿革。小砥石在寺內的小山坡側，側面有波紋浸蝕的痕跡，可旁證古時此地為大澤，上刻「南無阿彌陀佛」，石後有三位日本人的署名。

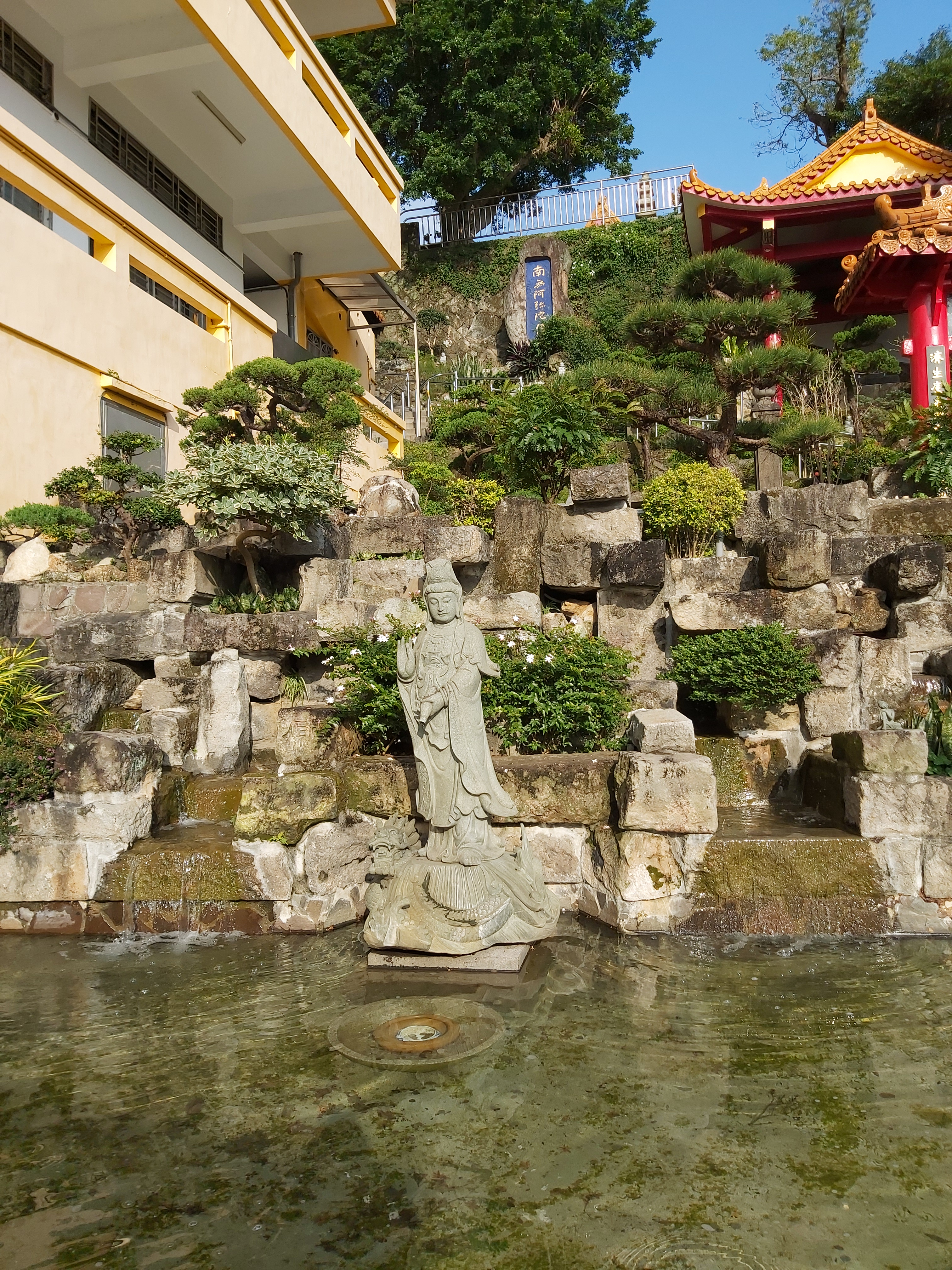
後山
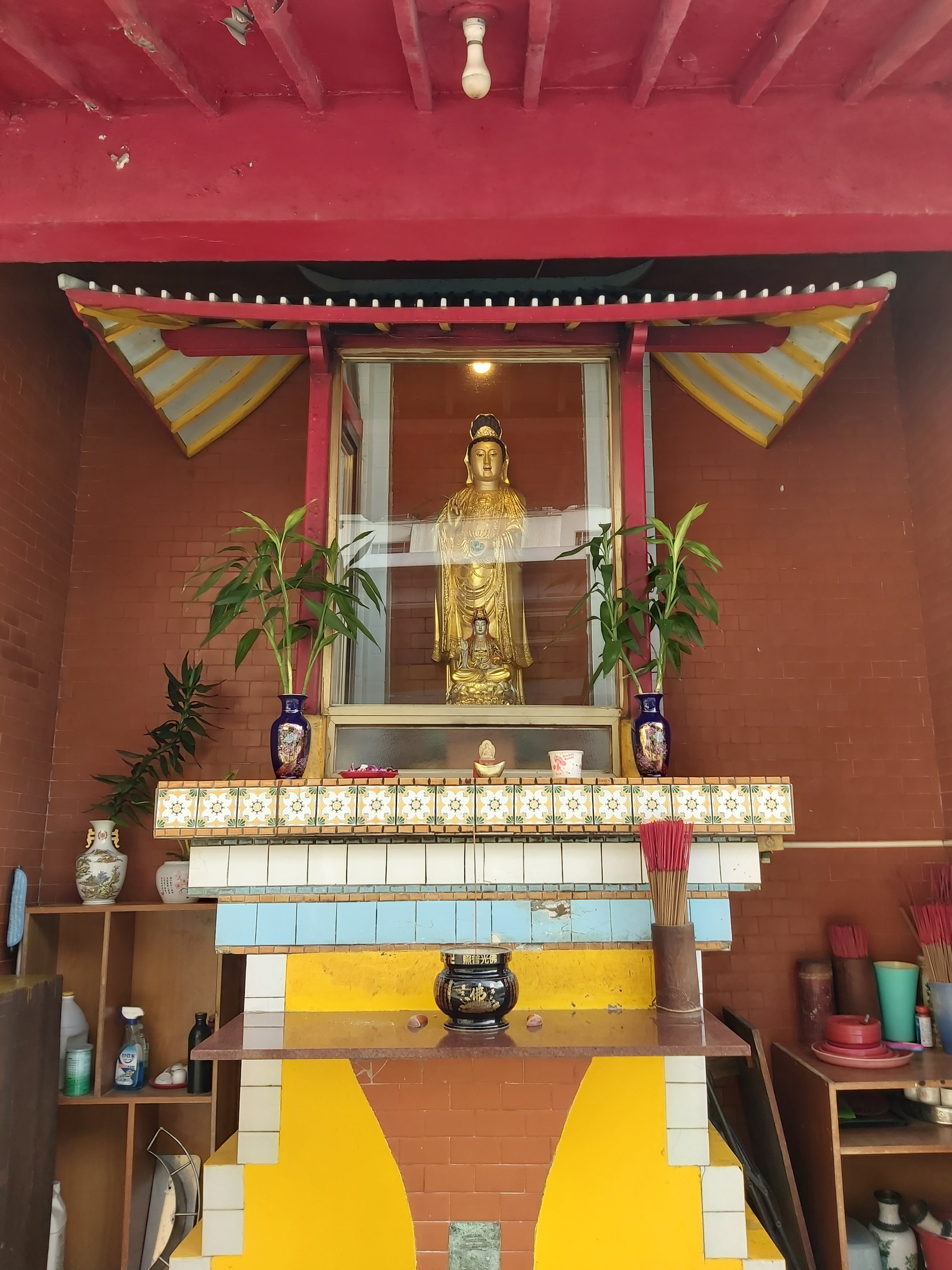
觀音亭
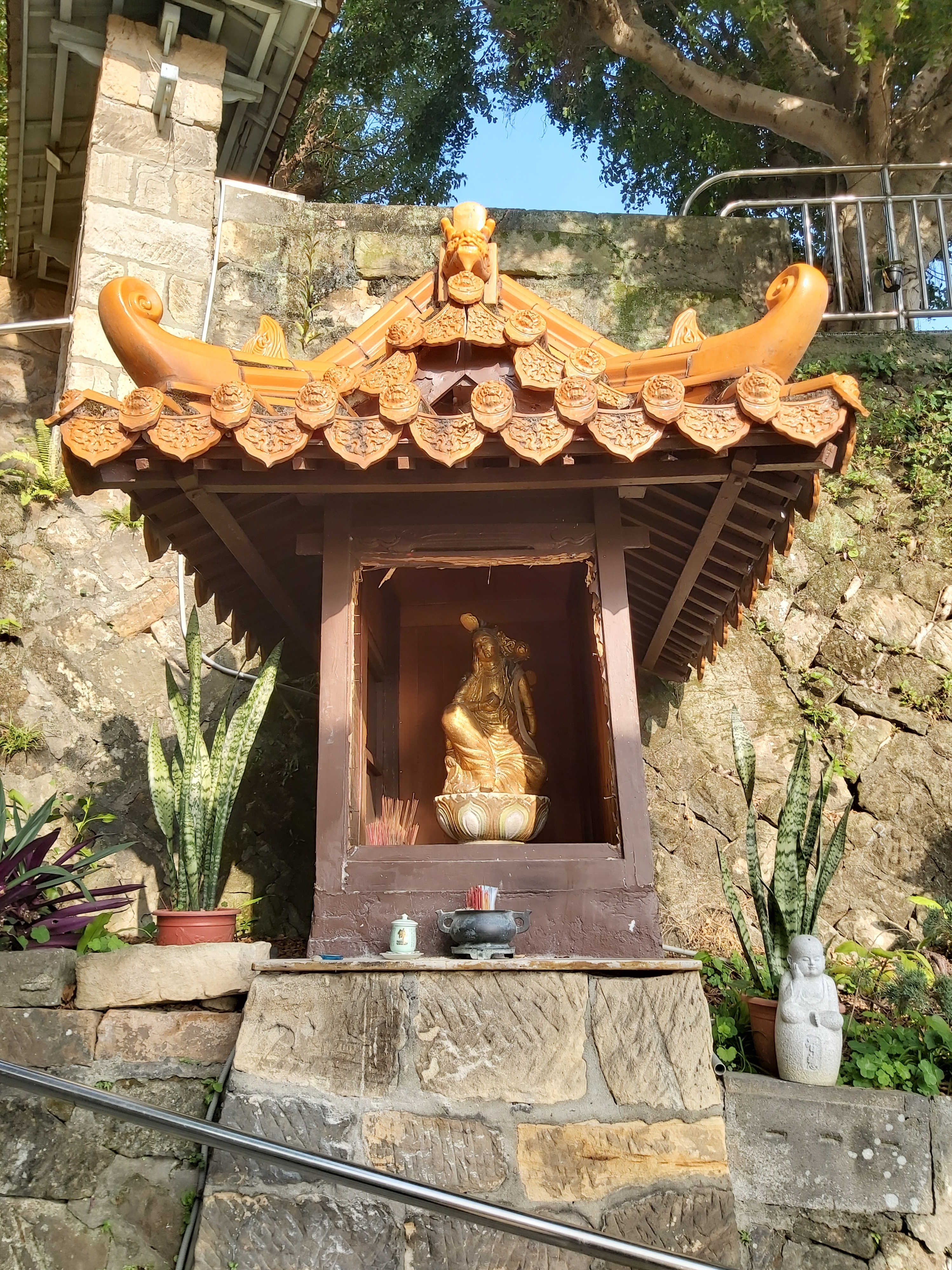
如意輪觀音
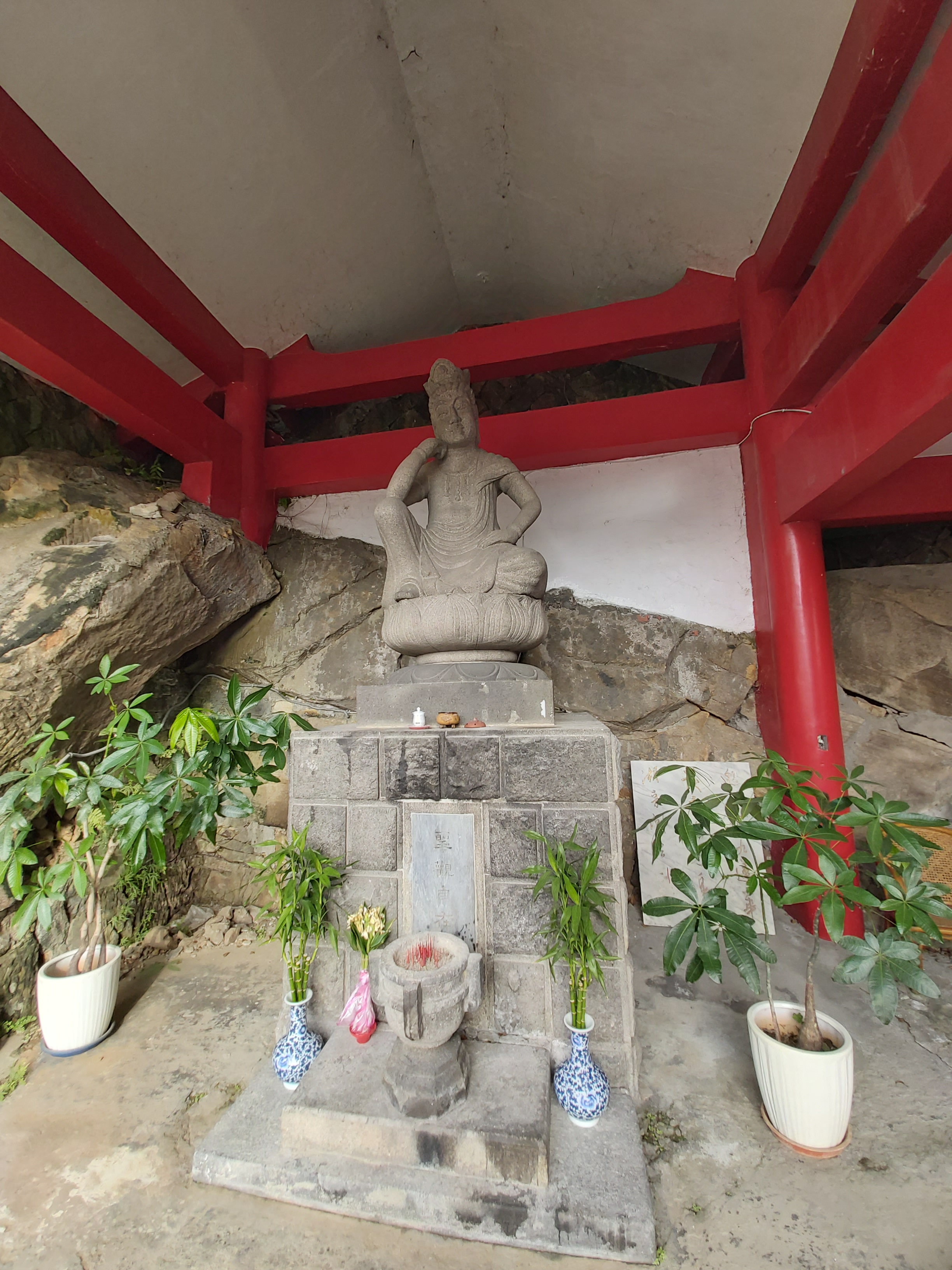
聖觀自在菩薩
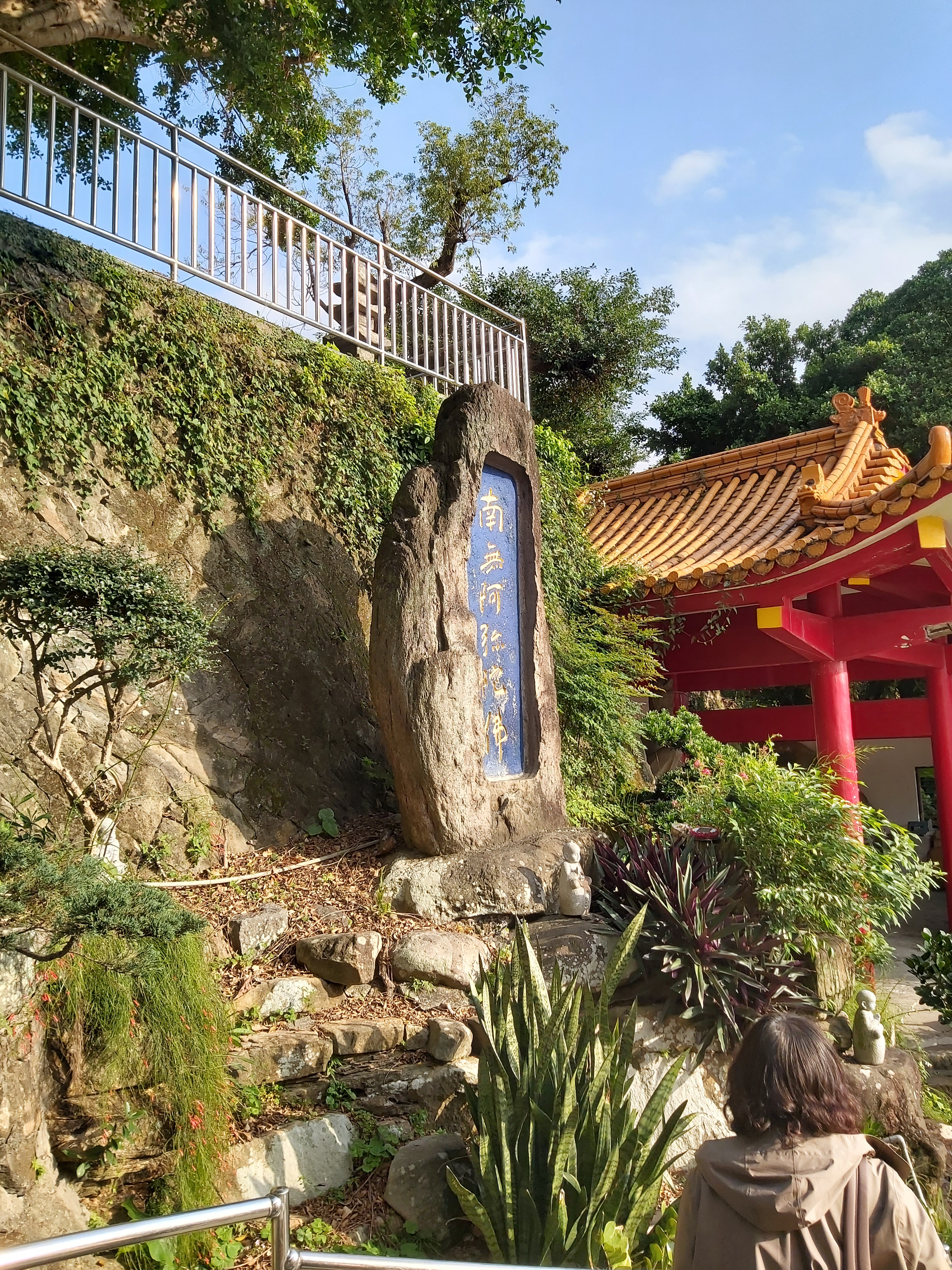
小砥石
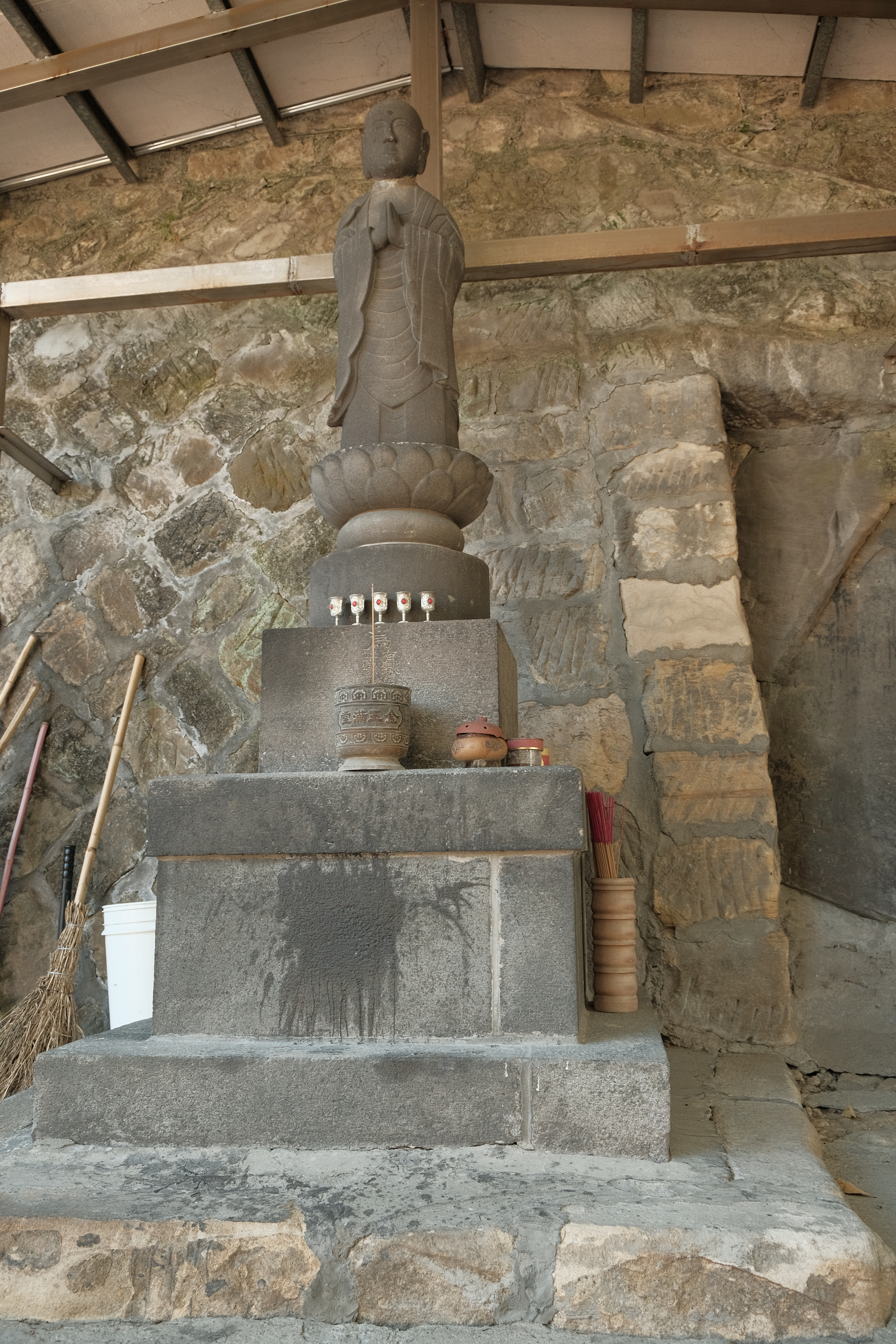
地藏菩薩

山門旁有石階可前往後山，拾級而上有石雕、石碑等，並通往供奉有開山祖師梅山玄秀法師等諸多先人靈骨及牌位的萬靈塔。寺方石雕保有台北四國八十八所靈場的番號：第78番阿彌陀如來、第13番十一面觀音菩薩、第18番藥師如來、第75番藥師如來、第16番千手觀音菩薩、第11番藥師如來、第80番十一面千手觀音菩薩、第79番十一面觀音菩薩、第12番虛空藏菩薩等九尊。

## 戰後時期

### 獲得保留
日僧回國後，臨濟寺被國軍使用，轉作軍事用地，架設高射砲。周遭作為海軍同德新村、陸軍砲指部官舍等軍事用地使用。原先圓山的日本陸軍墳墓遭遷，牌位被集中到臨濟寺最高棟的八角亭。直到鼓山泉湧寺的盛滿法師駐錫，積極回復寺容，加上白聖法師傳戒並訂立寺規制度後，臨濟寺才得以日漸恢復舊日佛寺風貌。
日式大型佛殿在臺北本有善導寺、東和禪寺、臨濟寺等，唯有臨濟寺的大殿獲得保留。1984年，配合市政府拓建街道，北移本堂，轉換方向以玉門街為出入口，大殿因而由座北朝南轉為座東向西。此舉破壞了山門進入正殿的軸線。
蒙東海宜誠之故，日本的臨濟宗妙心寺派依然與臺灣寺院延續交流。
1990年代，因工務局將寺地納入圓山公園工程範圍內，地上與地下建物都須拆遷，寺方遂找議員陳玉梅陳情。1996年9月6日，時任台北市市長的陳水扁在議員陳玉梅與陳正德、及民政局、工務局和都市發展局等相關官員陪同下，來該寺視察，在繞寺一周後，即表示列為古蹟的長安西路台北市政府舊址可與建成國中兼容並蓄，臨濟護國禪寺部分建築有必要予以保存，隨即責成民政局，邀集古蹟專家鑑定，向內政部提報中常會寺身為古蹟，予以永久保存，但原本位於舊鐘樓山門外的蓮花池、參道等空間被併入圓山公園。
1997年12月2日，陳玉梅質疑市府對公園內的寺廟處理標準不一，舉中山卅三號公園預定地內的蓮池庵被拆，但中山一號公園預定地內的臨濟寺卻能保留、忠誠公園的土地廟可新建。市府民政局長李逸洋解釋，除非是古蹟或紀念性建築，否則公園內不能有寺廟，而忠誠公園的土地廟是前任市長的承諾。

### 納為古蹟
寺地所四分之一在戰後被登記為市有土地、四分之三為國有土地。早在1995年9月25日，因市府想以訴訟方式取得臨濟寺近一千坪的市有地作為兒童育樂中心使用，郭石吉、藍美津、陳錦祥、陳正德、李仁人等議員到現場會勘，作成結論是希望市府讓寺方租用目前使用的市有地。據議員林晉章指出，依據市有財產管理規則，市府不能隨意將公有財產出租，須將寺院認定為市級古蹟，並變更都市計劃，將公園用地變更為非公園用地後，再出售給非營利單位。
1998年3月17日，市政會議通過民政局提報的臨濟護國禪寺古蹟指定案。古蹟範圍包括大雄寶殿與山門，保存區則包括石板路、石砌台階、八角塔石台基、開山始祖墓以及門外大砥石。民政局指出後山的觀自在菩薩及地藏王菩薩塑像也是目前臺灣少見的塑像，而華藏殿一樓供奉著明治時期的三尊佛像，極具藝術研究價值。
2013年，文化局提出都市計畫變更，將寺地變更為古蹟保存用地，並經贈與後，寺方將不用再付租金。

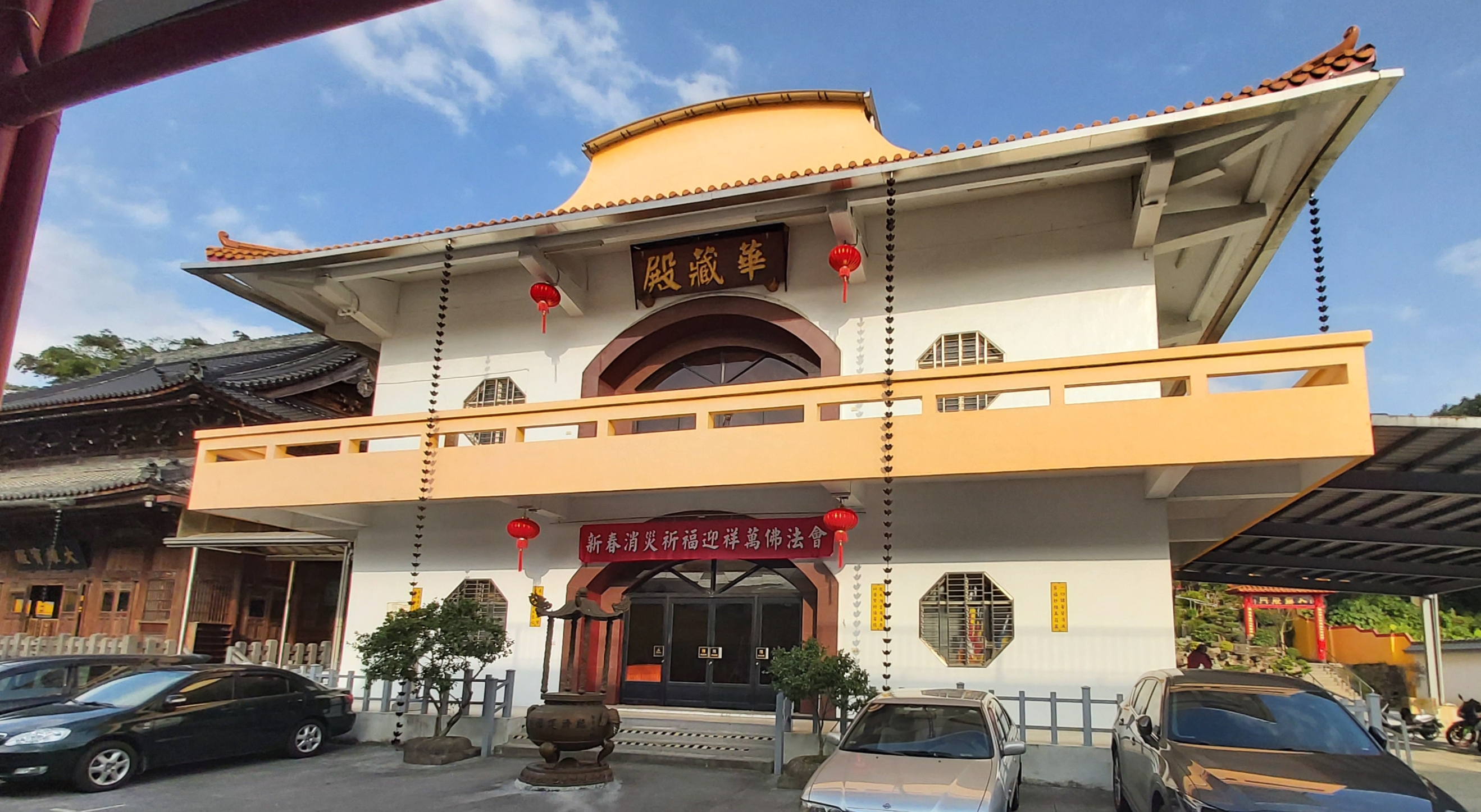
華藏殿外觀
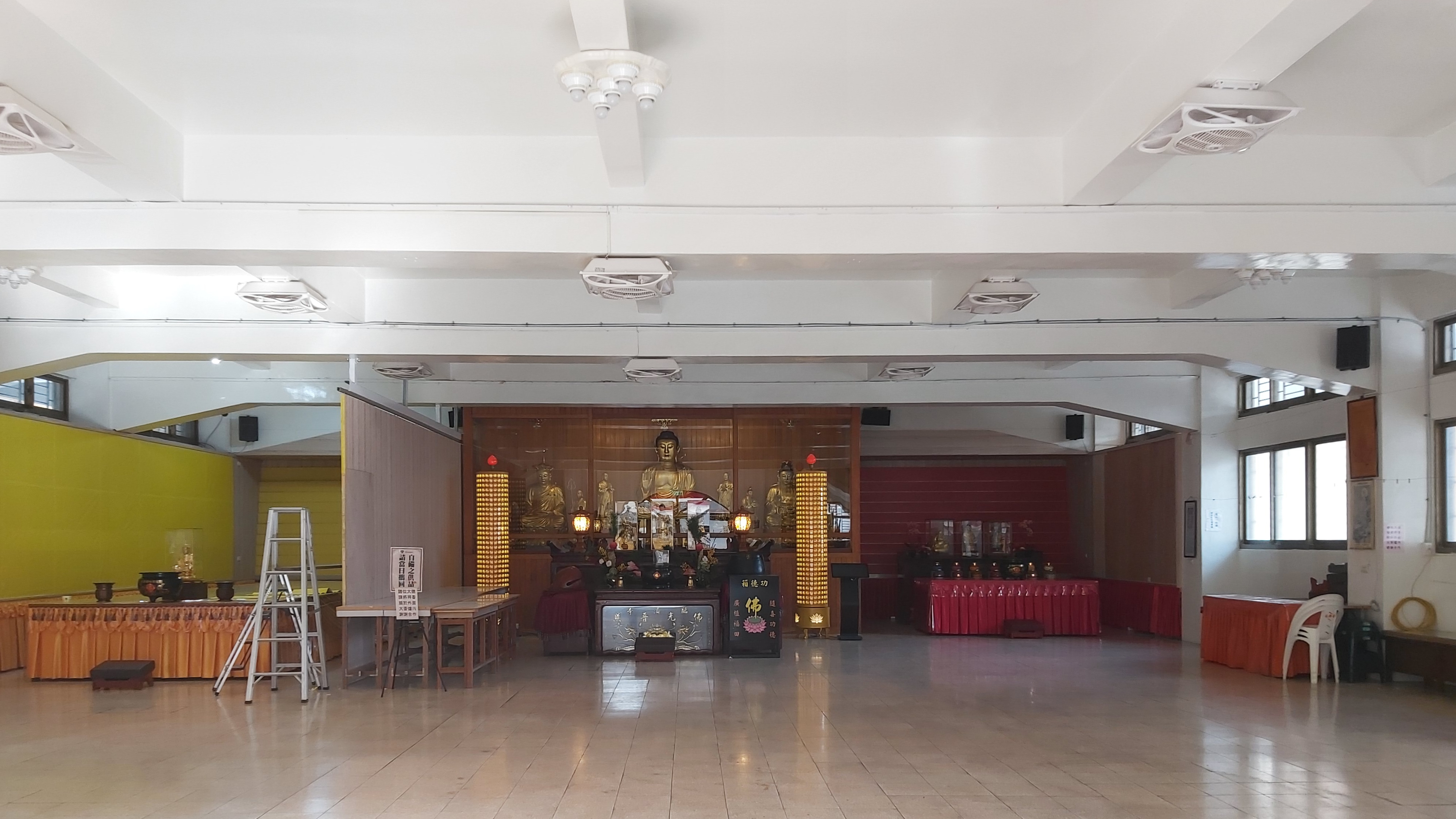
華藏殿室內
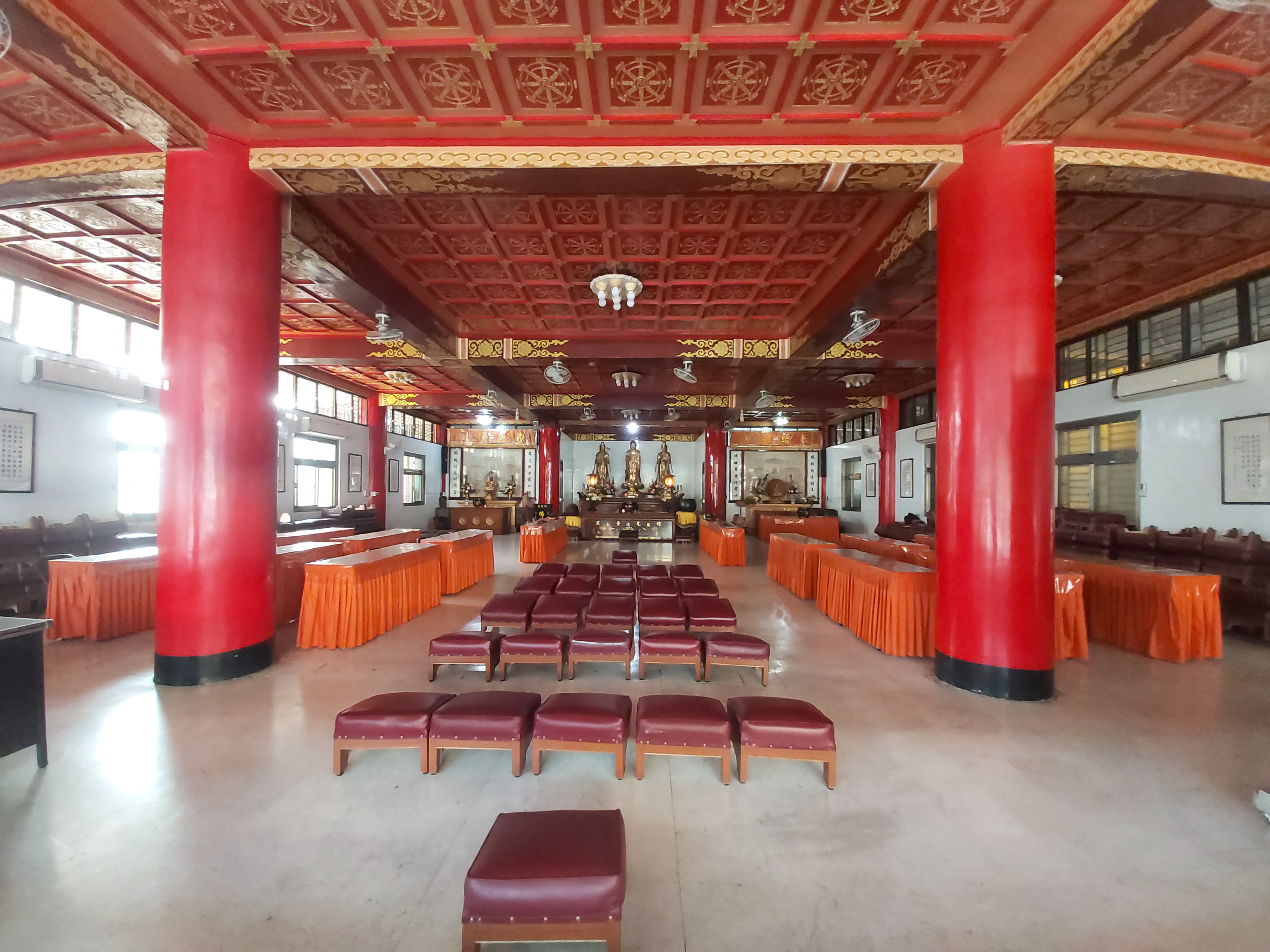
彌陀殿室內
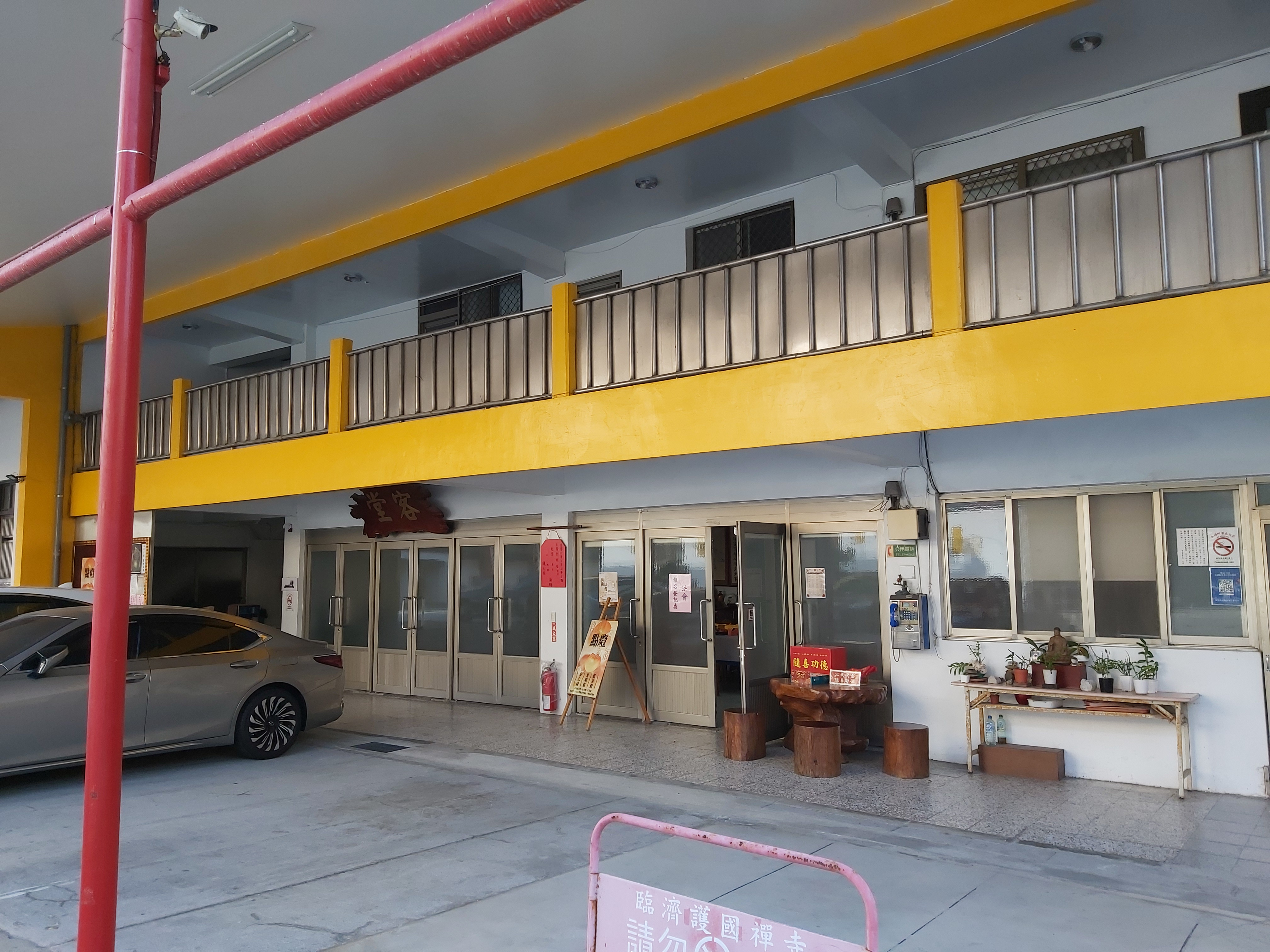
客堂
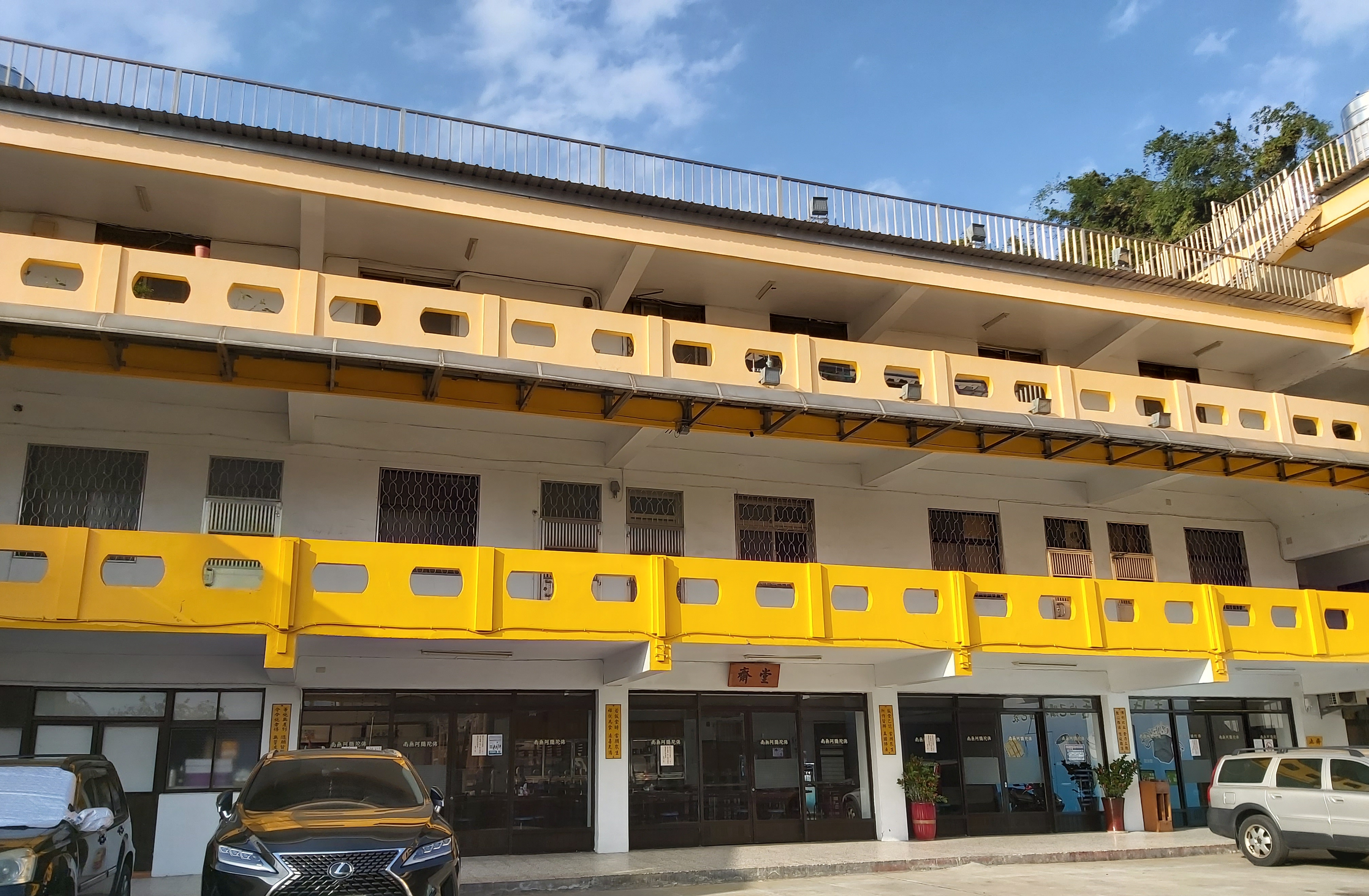
齋堂

## 外部連結
- 臨濟護國禪寺官方網站 （页面存档备份，存于）
- 臨濟護國禪寺Facebook粉絲專頁
- 臨濟護國禪寺Youtube官方頻道 （页面存档备份，存于）